# Cục An toàn thông tin (Việt Nam)
Cục An toàn thông tin (tiếng Anh: Authority of Information Security, viết tắt là AIS) là cơ quan trực thuộc Bộ Thông tin và Truyền thông thực hiện chức năng tham mưu, giúp Bộ trưởng quản lý nhà nước và tổ chức thực thi pháp luật về an toàn thông tin.
Chức năng, nhiệm vụ, quyền hạn và cơ cấu tổ chức của Cục An toàn thông tin được quy định tại Quyết định số 1499/QĐ-BTTTT ngày 14/8/2023 của Bộ trưởng Bộ Thông tin và Truyền thông.

## Nhiệm vụ và quyền hạn
Theo Điều 2, Quyết định số 1499/QĐ-BTTTT ngày 14/8/2023 của Bộ trưởng Bộ Thông tin và Truyền thông, Cục An toàn thông tin có các nhiệm vụ, quyền hạn:
- Chủ trì, phối hợp nghiên cứu, đề xuất, xây dựng, trình Bộ trưởng ban hành hoặc để Bộ trưởng trình cấp có thẩm quyền ban hành các văn bản quy phạm pháp luật về an toàn thông tin.
- Cấp, gia hạn, thu hồi mã số quản lý cho nhà cung cấp dịch vụ quảng cáo bằng thư điện tử và tin nhắn, dịch vụ nội dung qua tin nhắn, dịch vụ tin nhắn qua Internet; cấp, gia hạn, thu hồi tên định danh cho nhà cung cấp dịch vụ quảng cáo bằng tin nhắn, dịch vụ nội dung qua tin nhắn.
- Thẩm định hồ sơ, trình Bộ trưởng hoặc cấp, cấp lại, gia hạn, sửa đổi, bổ sung, tạm đình chỉ, thu hồi giấy phép kinh doanh sản phẩm, dịch vụ an toàn thông tin mạng trừ sản phẩm, dịch vụ mật mã dân sự và dịch vụ chứng thực chữ ký điện tử; giấy phép nhập khẩu sản phẩm an toàn thông tin mạng theo phân công của Bộ trưởng.
- Chủ trì thẩm định về an toàn thông tin mạng trong hồ sơ thiết kế hệ thống thông tin, xác định cấp độ an toàn hệ thống thông tin; quản lý công tác giám sát theo quy định của pháp luật.
- Quản lý chất lượng sản phẩm, dịch vụ an toàn thông tin mạng, trừ sản phẩm, dịch vụ mật mã dân sự. Chứng nhận hợp quy về an toàn thông tin mạng; quản lý, kiểm tra, giám sát việc công bố hợp quy, sử dụng con dấu hợp quy đối với sản phẩm an toàn thông tin mạng; quản lý, kiểm tra, giám sát việc công bố hợp quy về an toàn thông tin đối với hệ thống thông tin.
- Chủ trì điều phối các hoạt động ứng cứu sự cố an toàn thông tin mạng trên toàn quốc; là đầu mối của Bộ Thông tin và Truyền thông phối hợp với các cơ quan, tổ chức trong công tác ứng cứu sự cố, bảo đảm an toàn thông tin.
- Hướng dẫn, điều phối, tổ chức thực hiện công tác phòng, chống, ngăn chặn thư rác, tin nhắn rác; xây dựng, vận hành hệ thống kỹ thuật hỗ trợ phòng, chống, ngăn chặn thư rác, tin nhắn rác.
- Chủ trì, phối hợp hướng dẫn công tác tổ chức bảo đảm an toàn thông tin cho cơ quan, tổ chức, doanh nghiệp; hướng dẫn chuyển giao giải pháp kỹ thuật, công nghệ, quy trình bảo đảm an toàn thông tin.
- Xây dựng và tổ chức vận hành các hệ thống đảm bảo an toàn thông tin được giao; tổ chức thực hiện việc kiểm định sản phẩm an toàn thông tin; kiểm tra, đánh giá về an toàn thông tin mạng; giám sát, thu thập, phân tích, cảnh báo về nguy cơ, mã độc, sự cố tấn công mạng; xử lý, khắc phục tấn công mạng theo quy định của pháp luật.
- Tổ chức thực hiện việc thu thập, khai thác thông tin, phân tích và dự báo về an toàn thông tin phục vụ quản lý nhà nước.
- Phối hợp với các cơ quan, đơn vị liên quan của Bộ Công an, Bộ Quốc phòng, Ban Cơ yếu Chính phủ và các cơ quan có liên quan khác trong công tác: bảo đảm quốc phòng, an ninh và trật tự an toàn xã hội; công tác bảo đảm an toàn thông tin theo quy định của pháp luật; phối hợp xử lý thông tin vi phạm pháp luật trên mạng Internet.
- Thực hiện các nhiệm vụ, quyền hạn khác do Bộ trưởng giao và theo quy định của pháp luật.

## Lãnh đạo Cục[1]
- Quyền Cục trưởng: Trần Quang Hưng[2]
- Phó Cục trưởng:

1. Lê Anh Tuấn[2]

## Cơ cấu tổ chức[3]
(Theo Khoản 2, Điều 3, Quyết định số 1499/QĐ-BTTTT ngày 14/8/2023 của Bộ trưởng Bộ Thông tin và Truyền thông)

### Các phòng giúp việc Cục trưởng
- Văn phòng Cục
- Phòng Quy hoạch và Phát triển
- Phòng Thông tin và Hợp tác quốc tế
- Phòng Pháp chế và Kiểm tra
- Phòng An toàn hệ thống thông tin

### Các đơn vị sự nghiệp trực thuộc
- Trung tâm Ứng cứu khẩn cấp không gian mạng Việt Nam (VNCERT/CC)[4]
- Trung tâm Giám sát an toàn không gian mạng quốc gia (NCSC)